# Kozerki Open 2022
Die Kozerki Open 2022 waren ein Tennisturnier der ITF Women’s World Tennis Tour 2022 für Damen und ein Tennisturnier der ATP Challenger Tour 2022 für Herren in Grodzisk Mazowiecki und fand für die Damen vom 1. bis 7. August und für die Herren vom 15. bis 21. August 2022 statt.